# Emiliotia immaculatus
Emiliotia immaculata là một loài ốc biển, là động vật thân mềm chân bụng sống ở biển thuộc họ Colloniidae.